# Gmina Debarca
Gmina Debarca (mac. Општина Дебарца) – gmina wiejska w zachodniej części Macedonii Północnej.
Graniczy z gminami: Kiczewo na północnym wschodzie, Demir Hisar na wschodzie, z Ochryda na południu i Struga na zachodzie. Na południowym zachodzie styka się z Jeziorem Ochrydzkim. 
Skład etniczny
- 96,68% – Macedończycy
- 2,78% – Albańczycy
- 0,54% – pozostali

W skład gminy wchodzi:
- 30 wsi: Arbinowo, Belcziszta, Botun, Breżani, Crwena Woda, Dołno Sredoreczie, Godiwje, Gorenci, Gorno Sredoreczie, Grko Pole, Izdegławje, Klimesztani, Łaktinje, Leszani, Meszeiszta, Mramorec, Nowo Seło, Orownik, Ozdołeni, Pesoczani, Słatino, Słatinski Cziflik, Sliwowo, Soszani, Trebeniszta, Turje, Wełmej, Wolino, Wrbjani, Złesti.